# Geographie Nordkoreas

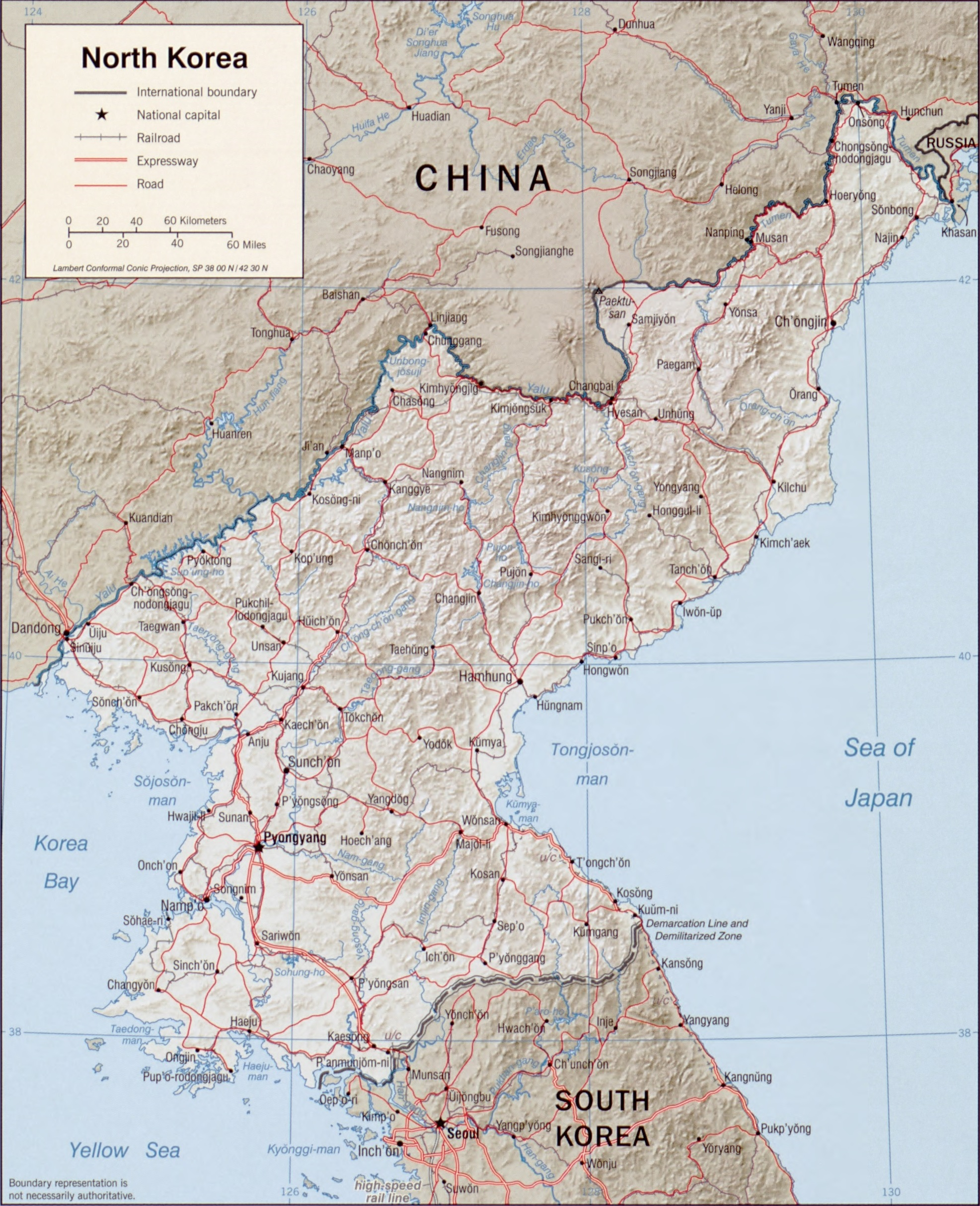
Karte Nordkoreas

Nordkorea liegt auf der nördlichen Hälfte der Koreanischen Halbinsel in Ostasien. Der Staat hat eine gemeinsame Grenze mit Russland entlang des Tumen im äußersten Nordosten, mit China entlang des Yalu im Norden und Nordwesten, sowie mit Südkorea entlang der demilitarisierten Zone im Süden. Im Westen befinden sich das Gelbe Meer und die Koreabucht, im Osten befindet sich das Japanische Meer. Nordkorea erstreckt sich über eine Fläche von 120.540 km², wovon 130 km² Gewässer sind.

## Grenzen
Die Grenzen des Staates erstrecken sich über eine Länge von 1673 km, wovon 1416 km auf China, 238 auf Südkorea und 19 km auf Russland entfallen. Die Küstenlinie der ca. 1000 km langen Koreanischen Halbinsel, die eine Länge von 8460 km hat, ist sehr ungleichmäßig. 2495 km der Küstenlinie gehören dabei zu Nordkorea. In Küstennähe befinden sich noch 3579 Inseln, die meisten davon an der Süd- und an der Westküste.
Die nordkoreanische Regierung erhebt Anspruch auf Hoheitsgewässer, die sich über 12 Seemeilen ausgehend von der Küstenlinie erstrecken. Des Weiteren erhebt sie Anspruch auf eine Ausschließliche Wirtschaftszone, die sich an beiden Küsten über 200 Seemeilen erstreckt. Darüber hinaus ragt eine Zone von 50 Seemeilen Breite in das Japanische Meer hinein, in die Schiffe und Flugzeuge nicht ohne Erlaubnis des Staates hineinfahren bzw. fliegen dürfen. Selbiges gilt für das Gelbe Meer, hier allerdings auf einer Breite von 200 Seemeilen. Die Gewässer des Gelben Meeres (westlich der Halbinsel Korea) wurden 1953 durch eine einseitige Maßnahme der UN-Truppen unter Führung des US-Militärs zwischen Nord- und Südkorea an der sog. Northern Limit Line (NLL) geteilt. Diese Grenze wurde bis heute nicht von der nordkoreanischen Regierung anerkannt und führt dazu, dass es immer noch Gefechte zwischen der nord- und der südkoreanischen Marine gibt.

## Topographie und Fließgewässer

Ein Satellitenfoto der koreanischen Halbinsel

Nordkorea besteht zu großen Teilen aus Berg- und Hügelland, das von tiefen und engen Tälern durchschnitten wird. An der Westküste befinden sich große Küstenebenen, an der Ostküste sind diese hingegen nicht zusammenhängend und vergleichsweise klein.
Der tiefste Punkt des Landes ist die Küste am Japanischen Meer mit 0 m, der höchste Punkt ist der Paektu-san, an der Grenze zu China, mit 2744 m Höhe.
Frühe europäische Besucher erwähnten, dass Korea einem Meer in einem starken Orkan ähneln würde, da die Halbinsel von vielen Gebirgszügen durchkreuzt wird. Etwa 80 Prozent Nordkoreas besteht aus Bergen und Hügeln, deren höchste Erhebungen über 2000 m Höhe im Norden des Landes liegen. Der Großteil der nordkoreanischen Bevölkerung lebt in den Ebenen und im Tiefland.
Das Gebiet um Paektu-san an der chinesischen Grenze ist vulkanischen Ursprungs und schließt ein Basaltlava-Plateau in einer Höhe zwischen 1400 und 2000 m ein. Das Hamgyŏng-Gebirge, im äußersten Nordosten der Halbinsel hat ebenfalls mehrere hohe Gipfel, darunter der Kwanmosan mit 1756 m Höhe. Im Norden des Landes verläuft in Nord-Süd-Richtung das Nangnim-Gebirge, das die Kommunikation zwischen dem Westen und dem Osten des Landes zusätzlich erschwert. An der Grenze zu China befindet sich noch das Kangnam-Gebirge. An der Ostküste befindet sich schließlich noch das Kŭmgangsan-Gebirge (Diamantenberge), das sich auf einer Fläche von 530 km² an der Grenze zu Südkorea ausbreitet.
Die Ebenen des Landes sind größtenteils recht klein; die größten unter ihnen sind die Ebene um Pjöngjang und die Chaeryŏng-Ebene. Beide erstrecken sich jeweils über eine Fläche von ca. 500 km². Wegen der steil ins Meer abfallenden Berge der Ostküste sind die Ebenen dort naturgemäß kleiner als im Westen der Halbinsel.
Die Gebirgszüge im Norden und Osten des Landes bilden das Einzugsgebiet der meisten Flüsse des Landes, die größtenteils in westlicher Richtung abfließen und in das Gelbe Meer oder die Koreanische Bucht münden. Der längste unter ihnen ist der Yalu, der auf 678 von 790 km Länge schiffbar ist. Der Tumen, einer der wenigen großen Flüsse, die in das Japanische Meer münden, ist der zweitlängste und wegen des Verlaufs im Gebirge nur auf 85 von 521 km schiffbar. Der drittgrößte Fluss, der Taedong, dessen Verlauf durch die Hauptstadt Pjöngjang führt, ist auf 245 seiner 297 km schiffbar. Die Seen des Landes sind auf Grund des Mangels an Gletscheraktivitäten und der stabilen Erdkruste der Region meist klein. Im Gegensatz zu den benachbarten Ländern China und Japan wurde Nordkorea bisher nur von wenigen schweren Erdbeben erschüttert. Nordkorea besitzt laut einer staatlichen Quelle 124 Thermalquellen.

## Klima

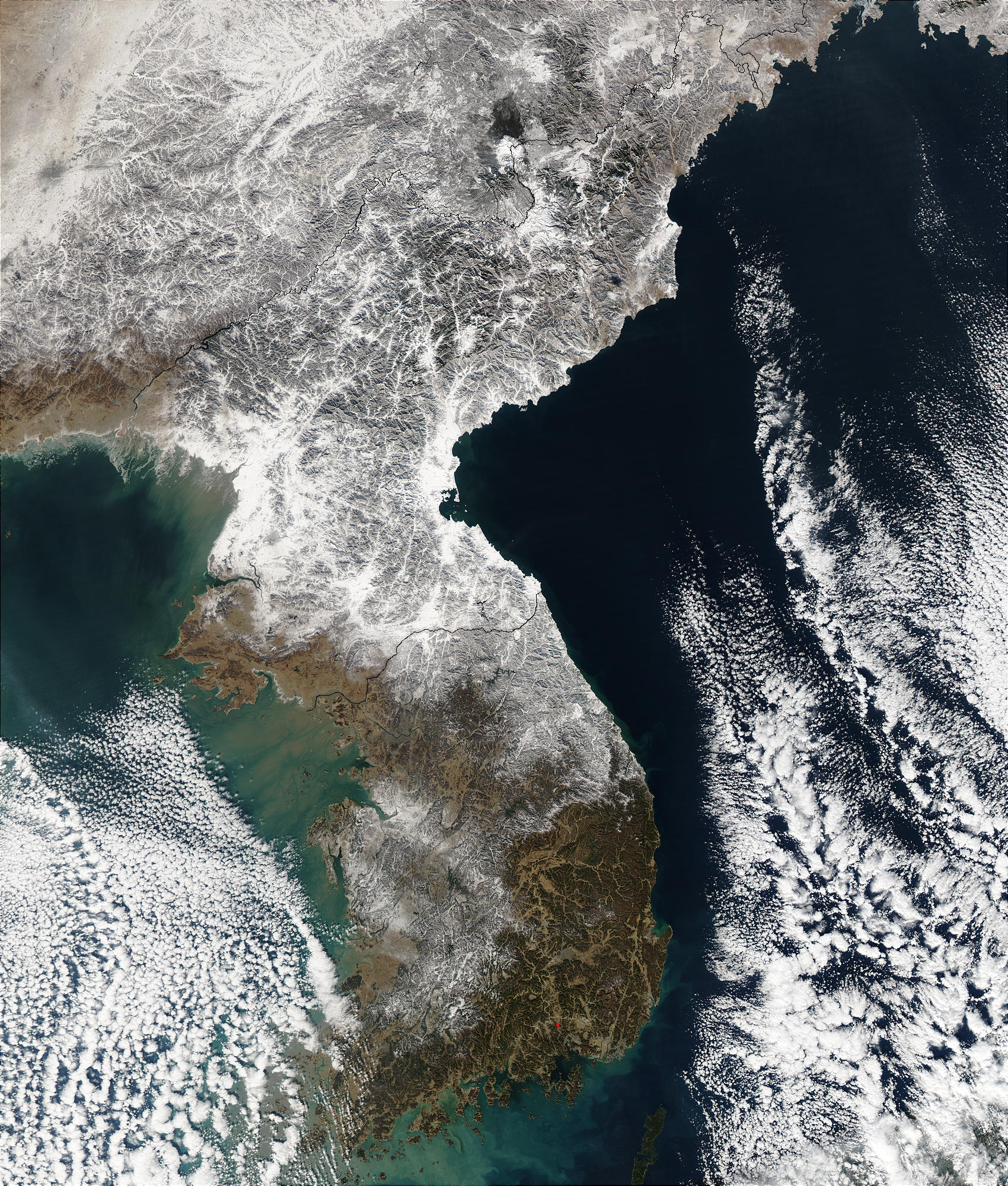
Schneefall in Korea

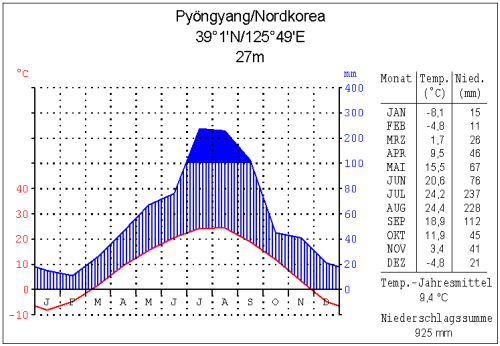
Klimadiagramm Pjöngjang

Das Klima Nordkoreas ist gemäßigt, und der Großteil der Regenfälle findet im Sommer statt. Unter in Nordkorea auftretenden Naturkatastrophen fallen Dürren im späten Frühling, die häufig von schweren Überschwemmungen gefolgt werden, sowie Taifune, die im Frühherbst auftreten.
Durch seine Lage zwischen dem 38 und 43 nördlichen Breitengrad hat Nordkorea ein Kontinentalklima mit vier ausgeprägten Jahreszeiten. Lange Winter mit sehr kaltem und klarem Wetter und zwischenzeitlichen Schneestürmen resultieren aus nord- und nordwestlichen Winden aus Sibirien. Die durchschnittlichen Höchst- bzw. Tiefsttemperaturen für Pjöngjang liegen im Januar bei −3 °C und −13 °C. Schneefälle finden durchschnittlich an 37 Tagen des Jahres statt. Im gebirgigen Norden des Landes herrscht raues Wetter vor. Der nordkoreanische Sommer ist meist kurz, heiß, feucht und regnerisch und wird durch den aus südlicher und südwestlicher Richtung heranziehenden Monsun, der feuchte Luft vom Pazifik mitbringt, geprägt. Die durchschnittlichen Tiefst- und Höchsttemperaturen in Pjöngjang im August liegen bei 20 °C bzw. bei 29 °C. Im Durchschnitt finden etwa 60 Prozent aller Niederschläge in der Zeit zwischen Juni und September statt. Taifune treten in der Regel mindestens einmal pro Sommer auf. Der Frühling und der Herbst sind von milden Temperaturen, wechselnden Winden und angenehmem Wetter geprägt.

## Umweltschutz
Aktuelle Probleme des Umweltschutzes sind lokale Luftverschmutzung durch inadäquate Kontrollen der Industrie, Wasserverschmutzung und eine damit einhergehende unzureichende Versorgung mit Trinkwasser. Nordkorea hat sich an folgende Abkommen gebunden:
- Antarktisvertrag
- Biodiversitätskonvention
- Klimarahmenkonvention
- ENMOD-Konvention
- Montreal-Protokoll
- Internationalen Übereinkommen zur Verhütung der Meeresverschmutzung

Unterzeichnet, jedoch nicht ratifiziert wurden folgende Abkommen:
- Umweltschutzprotokoll zum Antarktisvertrag
- Seerechtsübereinkommen

Durch den Mangel an Informationen aus Nordkorea ist das Ausmaß der Umweltschäden, die durch die Industrialisierung und Urbanisation Nordkoreas entstehen, schwer zu ermessen. Auf der Basis veralteter Technologie aus der ehemaligen Sowjetunion und China verfolgt das Land seit dem Ende des Koreakrieges eine ehrgeizige Industrialisierung. Die Luftverschmutzung wird allerdings durch die Nutzung von Elektrizität als Hauptenergieträger für die Industrie und zum Heizen in Grenzen gehalten. Zusätzlich wirkt sich das Fehlen jeglichen motorisierten Individualverkehrs (jedenfalls für Privatleute) sowie die generelle Einschränkung der Nutzung benzingetriebener Fahrzeuge auf Grund des anhaltenden Treibstoffmangels mäßigend auf die Luftverschmutzung aus.

## Ressourcen und Landnutzung
Auf folgende natürlichen Ressourcen kann Nordkorea zurückgreifen:
- Kohle
- Blei
- Wolfram
- Zink
- Graphit
- Magnesit
- Eisenerz
- Kupfer
- Gold
- Pyrit
- Salz
- Flussspat
- Wasserkraft

### Landnutzung
14 Prozent des Landes sind landwirtschaftlich nutzbar. Davon sind 2 Prozent Dauerkulturen und 14.600 km² Land werden bewässert. Weideland ist nicht oder kaum vorhanden. 61 Prozent des Landes sind bewaldet.
Koordinaten: 40° 0′ N, 128° 0′ O